# 운진항
운진항 또는 모슬포 남항은 제주특별자치도 서귀포시의 항구이다. 여기서 가파도 및 마라도로 가는 항만 노선이 다닌다. (주)마라도 가는 여객선에서 운영하는 산이수동항(송악산항)발 노선과는 선사가 다르다.

## 같이 보기
- 모슬포
- 모슬포항